# Joana Duarte
Joana Pereira Duarte (Lisboa, São Sebastião da Pedreira, 28 de Setembro de 1986) é uma atriz e modelo portuguesa.

## Carreira
Popularizou-se na série Morangos com Açúcar III, onde interpretou o papel de Matilde Gouveia, a protagonista. Participou, posteriormente, em outras produções televisivas, nomeadamente em Ilha dos Amores como Catarina Medeiros, em Deixa-me Amar como Diana, em Olhos nos Olhos como Anabela, em Meu Amor como Maria Lopes Gouveia e, mais recentemente, em Anjo Meu como Teresa Girão.
A sua formação artística e literária consiste em: curso de interpretação da Escola Profissional de Teatro de Cascais, aulas particulares com Ângela Durans, e workshop A Cena da Dramaturgia no IJP de Lisboa. 
Depois de Anjo Meu, decidiu dar um novo rumo à sua vida e tornar-se hospedeira de bordo até voltar à televisão em 2014.

## Filmografia
A atriz participou nos seguintes projetos:

### Televisão
| Ano         | Projeto                         | Papel               | Notas                 | Canal |
| ----------- | ------------------------------- | ------------------- | --------------------- | ----- |
| 1998 - 1999 | Uma Casa em Fanicos             | Rita                | Elenco Principal      | RTP1  |
| 1999 - 2000 | Todo o Tempo do Mundo           | Teresa Faria        | Elenco Infantil       | TVI   |
| 2000        | Crianças SOS                    | Licinha             | Participação Especial | TVI   |
| 2001        | Super Pai                       | Colega de Carmo     | Participação Especial | TVI   |
| 2005        | Os Serranos                     | Maria               | Participação Especial | TVI   |
| 2005        | O Clube das Chaves              | Paula               | Elenco Adicional      | TVI   |
| 2005 - 2006 | Morangos com Açúcar (3.ª série) | Matilde Gouveia     | Protagonista          | TVI   |
| 2006        | Clube Morangos                  | Ela Própria         | Apresentadora         | TVI   |
| 2007        | Ilha dos Amores                 | Catarina Medeiros   | Elenco Principal      | TVI   |
| 2007 - 2008 | Deixa-me Amar                   | Diana               | Elenco Principal      | TVI   |
| 2008 - 2009 | Olhos nos Olhos                 | Anabela             | Elenco Principal      | TVI   |
| 2009 - 2010 | Meu Amor                        | Maria Lopes Gouveia | Elenco Principal      | TVI   |
| 2011 - 2012 | Anjo Meu                        | Teresa Girão        | Elenco Principal      | TVI   |
| 2012        | Morangos com Açúcar – O Filme   | Matilde Gouveia     | Elenco Principal      | TVI   |
| 2012        | Bloqueio                        | Joana 1             | Protagonista          | RTP1  |
| 2013        | Odisseia                        | Beta Hippie Chic    | Participação Especial | RTP1  |
| 2015 - 2016 | Bem-Vindos a Beirais            | Luna                | Elenco Principal      | RTP1  |
| 2017        | Paixão                          | Lúcia               | Elenco Adicional      | SIC   |
| 2018 - 2019 | Vidas Opostas                   | Mónica Silva        | Elenco Principal      | SIC   |
| 2024        | Cacau                           | Cláudia Xavier      | Elenco Principal      | TVI   |
| 2025        | Congela                         | Ela Própria         | Concorrente           | TVI   |
| 2025        | Salto de Fé                     |                     | Elenco Adicional      | RTP1  |

### Cinema
| Ano  | Projeto                       | Papel           |
| ---- | ----------------------------- | --------------- |
| 2008 | O Meu Alien                   | Mysterious Girl |
| 2013 | Morangos com Açúcar – O Filme | Matilde Gouveia |

### Teatro
| Ano  | Projeto                                  | Papel           |
| ---- | ---------------------------------------- | --------------- |
| 2007 | Morangos Com Açúcar: Ao Ritmo da Amizade | Matilde Gouveia |

### Modelo
Joana Duarte é representada pela agência L'Agence, encontrando-se na categoria Talents. Foi convidada para ser capa de numerosas revistas, entre elas a GQ (edições de Novembro de 2005 e de Dezembro de 2009), Maxmen (edição de aniversário em Abril de 2008), Edit Mag (edição de Julho/Agosto de 2010), Onfire (edição de Setembro de 2010), entre outras. Participou também em imensos desfiles, alguns alusivos à agência que a representa, como o Fashion Pool 2010 realizado em Troia com outros representantes da agência. Em Setembro de 2012, a atriz foi a capa da edição portuguesa da revista Playboy, num ensaio fotográfico ousado na praia, da autoria do fotógrafo Miguel Ângelo.

## Vida pessoal
Em 20 de fevereiro de 2023 foi mãe duma filha natural, Mia. Joana optou por manter a identidade do pai da bebé em segredo.